# Angus
Angus (gaelică scoțiană Aonghas) este una dintre cele 32 subdiviziuni ale Scoției.
1. ↑  Standard Area Measurements (2016) for Administrative Areas in the United Kingdom (în engleză), Office for National Statistics